# Viantotaipale pappersbruk
Viantotaipale pappersbruk, i bruk 1844–1857, var ett lumppappersbruk som vid anläggningen låg på gränsen mellan Pielavesi och Kuopio socken. Bruket låg vid Vianto-Taipale fors mellan sjöarna Onkivesi och Maaninganjärvi.
Läkaren Gustaf Mauritz Schmidt i Kuopio fick 1844 privilegium på att anlägga ett pappersbruk på Vianto holmes östra strand. Bruket skulle ha två valsar (holländare) och vara i bruk inom två år. Fallet vid vattenhjulet var 3 ½ fot (ca 1 meter) då hela nivåskillnaden mellan sjöarna var ca 3 meter. Det första papperet producerades år 1847. Man arbetade på bruket under 6-8 månader per år. Antalet anställda var mellan tre och sju personer. Produkterna var grövre skrivpapper, tryckpapper, vit makulatur, olifant, grå makulatur, påspapper, vit och grå papp. I mars 1857 brann fabriken ned i grunden för att inte mera uppföras.